# Шимпер, Андреас
Андре́ас Франц Вильгельм Ши́мпер (нем. Andreas Franz Wilhelm Schimper; 12 мая 1856[…], Страсбург — 9 сентября 1901[…], Базель) — немецкий естествоиспытатель и путешественник на французской службе.

## Биография
Андреас Шимпер — сын немецкого ботаника Вильгельма Филиппа Шимпера. Изучал в Страсбургском университете естественные науки, был ассистентом ботанического сада в Лионе, преподавателем в университете в Балтиморе, экстраординарным профессором в Боннском университете, и с 1899 года ординарным профессором и директором ботанического сада в городе Базеле.
Совершил многочисленные путешествия в тропические страны, принимал участие в немецкой глубоководной экспедиции 1898 году. Занимался анатомией, физиологией, систематикой, биологией и географией растений. В столь противоположных областях, как строение протеиновых кристаллов, крахмальных и хлорофилловых зерен, им были сделаны важнейшие исследования. Он открыл крахмалообразователи, изучал взаимоотношения крахмальных и хлорофилловых зерен и их структуру, показал, в противоположность взглядам Негели, что крахмальные зерна нарастают через наложение слоев. 
Шимпер первый сделал предположение, что хлоропласты растений могут быть симбионтами.
Шимпер — один из лучших знатоков тропической растительности своего времени, и по этой области написал много работ и издавал «Botanische Mittheilungen aus den Tropen» (Йена). Владея одинаково хорошо методами описательной и физиологической ботаники, он написал капитальный труд «Pflanzengeographie auf physiolog. Grundlage» (Йена, 1890) — опыт географии растений на физиологических принципах.
Читая в Бонне фармакогнозию, он издал ряд справочных книг по этой области. В известном учебнике ботаники Страсбургера, Нолля, Шенка и Шимпера, он написал отдел цветковых растений.

## Научные работы
- Wissenschaftliche Ergebnisse der deutschen Tiefsee-Expedition auf dem Dampfer Valdivia
- A. F. W. Schimper: Die epiphytische Vegetation Amerikas. Gustav Fischer Verlag, Jena 1888.[5] Проект «Гутенберг»
- Noll F. et al. A textbook of botany.
- A. F. W. Schimper 1883. «Über die Entwicklung der Chlorophyllkörner und Farbkörper». A: Botanische Zeitung. 41, 105—120, 126—131 i 137—160